# Étoile Wolf-Rayet

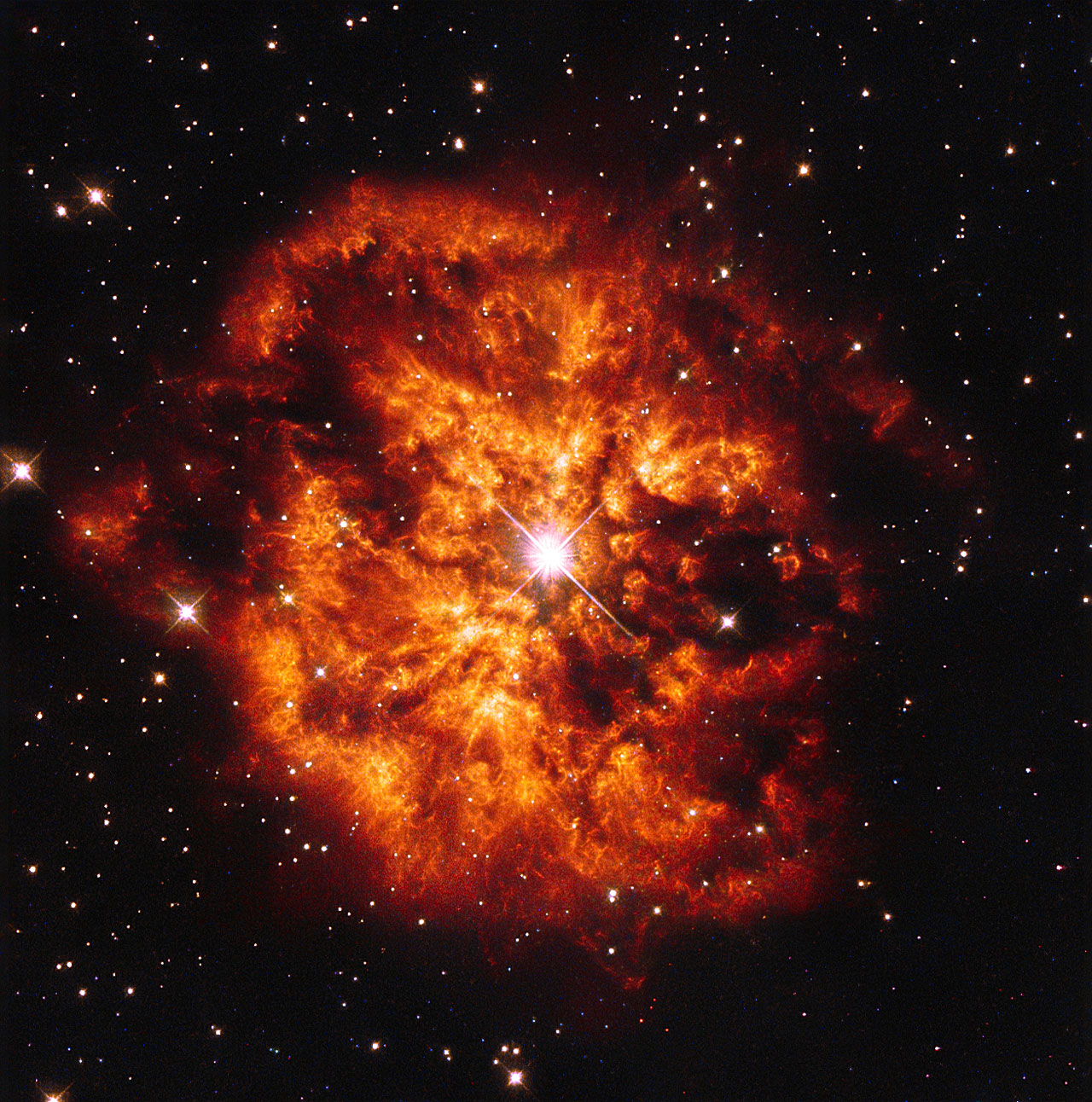
Image du télescope spatial Hubble de la nébuleuse M1-67 autour de l'étoile Wolf-Rayet WR 124.

Une étoile Wolf-Rayet (souvent abrégé en étoile WR) est une étoile chaude de plusieurs dizaines de masses solaires qui, durant une phase relativement brève (de l'ordre du million d'années) suivant sa séquence principale, se met à expulser la matière entourant son noyau sous forme de vents stellaires à haute vélocité, laissant celui-ci à nu, avant d'exploser en supernova.
Elles furent découvertes en 1867 par Charles Wolf et Georges Rayet, de l'Observatoire de Paris. Wolf et Rayet avaient observé, dans trois étoiles de la constellation du Cygne, d'étranges raies en émission d'origine alors inconnue. On pense aujourd'hui que les étoiles Wolf-Rayet sont les descendantes des étoiles de type spectral O ou B, c'est-à-dire les étoiles les plus massives des populations stellaires (qui ont une masse comprise entre 9 et 80 à 315 masses solaires).
On parle d'une « étoile Wolf-Rayet » pour dire une étoile « de type Wolf-Rayet », plutôt qu'une « étoile de Wolf-Rayet » (comme on parle de l'« étoile de Barnard »).
Les étoiles Wolf-Rayet ne sont, en grande majorité, plus sur la séquence principale, ce qui indique que la combustion en leur cœur n'est plus celle de l'hydrogène, mais celle d'autres éléments, à savoir, par étapes, l'hélium, puis le carbone, l'oxygène, etc. On parle donc parfois du « stade (évolutif) Wolf-Rayet » ou d'une étoile montrant des caractéristiques Wolf-Rayet. Une autre caractéristique de ces étoiles est leur vent stellaire si important qu'il en devient optiquement épais, ne laissant plus percevoir le spectre de l'étoile elle-même. On ne peut alors pas non plus parler de surface (hydrostatique), contrairement aux étoiles « normales », de plus faible masse, comme le Soleil.
Les scientifiques estiment aujourd'hui qu'il en existerait environ 6 000 sur les 200 à 400 milliards d'étoiles que contient la Voie Lactée[réf. nécessaire]. L'étoile la plus massive jamais observée, R136a1, est une Wolf-Rayet ; elle atteint une masse de 315 M☉ et se situe dans la constellation de la Dorade.

## Découverte
MM. Wolf et Rayet décrivent ainsi leur découverte :
« Parmi les nombreuses étoiles dont la lumière a été étudiée à l'aide d'un prisme, on n'en connaît qu'une seule, Gamma de Cassiopée, dont le spectre offre constamment des lignes brillantes. Nous avons l'honneur de signaler à l’Académie l'existence de semblables lignes dans trois étoiles de la constellation du Cygne… Leur spectre se compose d'un fond éclairé dont les couleurs sont à peine visibles. Tous trois présentent une série de lignes brillantes. L'identification des lignes lumineuses de ces étoiles avec celles des spectres des gaz incandescents nous a été impossible… »
(Comptes rendus de l'Académie des sciences, 1867, vol 65, p. 292)
La présence de ces raies en émission est longtemps restée mystérieuse, d'autant que l'on découvrira au début du XXe siècle leur largeur énorme. Dans les années 1960, les étoiles WR ont tour à tour été identifiées à des étoiles en formation (dites de pré-séquence principale), à des étoiles instables, au résultat d'interactions dans les binaires, et à des étoiles évoluées ayant perdu une masse conséquente. Cette dernière hypothèse est celle qui a rassemblé le plus de suffrages, le scénario d'évolution étant alors surnommé « scénario de Conti » d'après les travaux de Peter Conti et de ses collègues, bien qu'il ne soit pas le premier à l'avoir proposé (cf. travaux de Rublev en 1965).

## Caractéristiques principales
Les étoiles WR éjectent beaucoup de matière, par le biais d'un vent stellaire. Celui-ci est beaucoup plus fort que le vent solaire : la perte de masse atteint en effet un taux de 10−5 masse solaire par an pour les WR contre 10−14 pour le Soleil ; la vitesse du vent est également bien plus grande, avec environ 2 000 km/s pour les WR.
C'est dans ce vent que naissent les raies larges en émission : le spectre stellaire ne dévoile pas la surface de l'étoile, comme c'est le cas pour le Soleil, mais les couches du nuage entourant celle-ci. La perte de masse ayant amené en surface des zones enrichies en éléments lourds par les réactions nucléaires internes, le spectre est clairement enrichi en métaux (métallicité élevée). Si les raies dominantes proviennent de l'azote, on parle d'étoile WN ; pour le carbone d'étoiles WC et pour l'oxygène d'étoiles WO.
Ces étoiles WR sont assez rares : on en connaît actuellement 298 dans notre Galaxie et une centaine dans les Nuages de Magellan.

### La fréquence de binaires dans les Nuages de Magellan
Les Nuages de Magellan sont deux galaxies irrégulières naines au voisinage de notre propre Voie lactée. Elles ont la particularité d'avoir une métallicité moindre que celle dans le voisinage solaire (laquelle sert de valeur de référence et est notée {\displaystyle Z_{\odot }}). La métallicité a un effet direct sur le taux de perte de masse, et donc la capacité des étoiles massives à devenir des étoiles Wolf-Rayet. Dans les années 1990, des études de populations des étoiles Wolf-Rayet ont montré qu'il était nécessaire dans les modèles de doubler de manière artificielle le taux de perte de masse pour expliquer le nombre d'étoiles Wolf-Rayet dans les Nuages de Magellan. Bien conscients que la solution de doubler le taux de perte de masse était ad hoc, il a été proposé que la fréquence d'étoiles Wolf-Rayet binaires de courte période soit plus grande à faible métallicité. Dans ce cas, l'étoile massive voyait son potentiel gravitationnel diminué par la présence d'un compagnon proche, ce qui devait lui permettre de perdre plus de matière que lors de l'évolution d'une étoile simple.
Cependant, des études ultérieures sur la quasi-totalité des 12 étoiles Wolf-Rayet du Petit Nuage de Magellan et des 134 du Grand Nuage de Magellan ont montré, que seulement 30 à 40 % des étoiles étaient effectivement des binaires à courte période, comme les autres étoiles et comme dans notre propre galaxie. En d'autres termes, il fallait trouver une autre explication.
L'explication donnée aujourd'hui n'est pas encore complète, mais repose sur deux ingrédients : une vitesse de rotation plus élevée à faible métallicité, et un vent structuré (clumpy, ou « poreux »).

## Classification spectrale
Une étoile est dite Wolf-Rayet si elle montre certaines caractéristiques spectrales précises dont la plus importante est la présence de raies d'émission larges principalement d'hélium, mais aussi d'azote, et parfois de carbone et d'oxygène. La force relative et la présence ou absence de certaines raies permet de classifier l'étoile Wolf-Rayet. La classification des étoiles Wolf-Rayet est un point toujours délicat puisque les caractéristiques spectrales observables sont le reflet de l'état du vent stellaire, et non directement de la « surface » de l'étoile ou de son cœur, inaccessible.
On distingue trois grandes classes d'étoiles Wolf-Rayet : les étoiles « WN », riches en azote (N) ; les étoiles « WC », riches en carbone (C) ; et les étoiles « WO » pour lesquelles le rapport entre l'oxygène (O) et le carbone (C) est strictement inférieur à un. De plus, on distingue encore les étoiles WN en deux sous-classes : les étoiles WNL (pour WN late en anglais, c'est-à-dire tardive), et les étoiles WNE (pour early en anglais, c'est-à-dire précoce). Cette distinction est aussi valable pour les étoiles WC mais très peu utilisée. Pour être complet, précisons que la classification précise des étoiles Wolf-Rayet se décompose entre 10 sous-types WN : de WN11 à WN2, et 7 sous-types WC : de WC9 à WC2 (mais les étoiles WC sont principalement WC9 ou WC4). La classification précise dépend de la mesure précise des forces relatives de certaines raies, comme définie dans le système de classification de Smith, Shara et Moffat (1996, MNRAS, 281, 163). Enfin, les étoiles WN11 à WN6 sont considérées comme des WNL, et les étoiles WN5 à WN2 sont considérées comme WNE.
Ceci peut paraître inutilement compliqué, mais est en fait la conséquence, comme souvent en astronomie, de raisons « historiques ». La plupart du temps, les astronomes classifient avant de comprendre. On peut utiliser cette classification pour parler de chemins évolutifs. Globalement, le chemin évolutif d'une étoile massive s'écrit ainsi :
O → RSG/LBV → WNL → WNE → WC → SN
où O désigne une étoile de type O, RSG (Red Supergiant) désigne une étoile supergéante rouge, LBV (Luminous Blue Variable) désigne une étoile de type LBV, et SN désigne une supernova. Toutes les étoiles massives ne traversent pas toutes les phases. Cela dépend de trois paramètres initiaux : la masse, la métallicité et la vitesse de rotation.

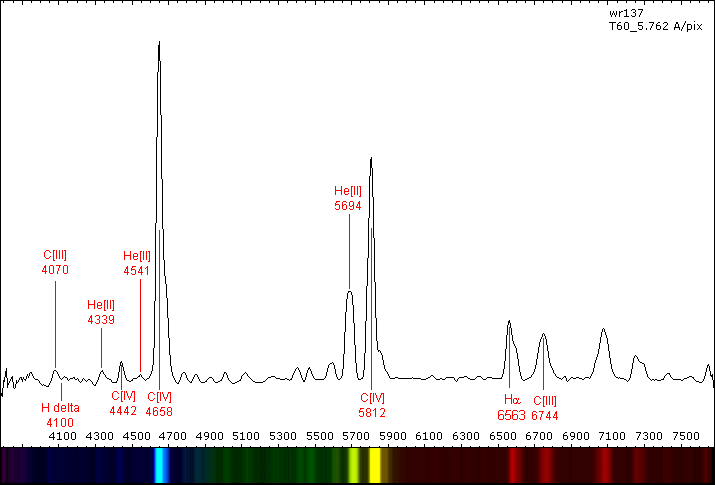
Spectre de l'étoile Wolf-Rayet WR137, de type spectral WC7.

## Évolution
Les étoiles Wolf-Rayet ont comme progéniteurs les étoiles initialement les plus massives, les étoiles O. Des étoiles moins massives ne forment pas d'étoiles Wolf-Rayet. Bien que la masse initiale minimum pour former une étoile Wolf-Rayet soit connue (environ 15 à 25 masses solaires — cela dépend de la métallicité ambiante), on ne sait pas du tout jusqu'à quelle limite supérieure la masse initiale peut aller, s'il y en a une. Une fois que la combustion de l'hydrogène est terminée (fin de la séquence principale), le cœur se contracte, l'enveloppe se dilate et l'étoile passe par un stade intermédiaire qui peut soit être stable (RSG — supergéante rouge) soit instable (LBV - variable lumineuse bleue). Il se peut que la combustion en couche de l'hydrogène se fasse pendant ce stade.
Ensuite, si l'étoile est suffisamment massive, la fusion de l'hélium dans le cœur démarre. Puisque cette combustion est largement plus puissante que celle de l'hydrogène, elle dégage beaucoup plus d'énergie, et est à l'origine d'un vent opaque et dense. Puisque le vent est opaque (ou optiquement épais) il n'est plus possible de distinguer la surface, et l'étoile est une Wolf-Rayet. Le vent d'une Wolf-Rayet est si fort (jusqu'à 10-5 masse solaire par an) qu'il enlève petit à petit toutes les couches supérieures (riches en hydrogène) de l'étoile. Tant que l'étoile possède encore de l'hydrogène dans le vent, elle apparaît comme une WNL. Une fois que l'hydrogène a disparu, elle devient une WNE.
Les produits de la fusion de l'hélium sont principalement le carbone et l'oxygène. Puisque les couches supérieures de l'étoile disparaissent, le carbone devient visible, et l'étoile devient une WC. Une fois que la fusion de l'hélium dans le cœur est terminée, c'est la fusion du carbone qui commence, dont le produit est principalement l'oxygène. Puis il s'ensuit la fusion de l'oxygène en silicium, et ainsi de suite, jusqu'au fer. La stabilité du fer est telle qu'une fois le cœur de fer atteint, la température dans le noyau de l'étoile n'est pas suffisante pour entamer la fusion de cet élément. L'étoile s'effondre donc sur elle-même et explose en supernova,.

## Les étoiles les plus massives?
C'est parmi les étoiles Wolf-Rayet que l'on trouve les étoiles les plus massives de l'univers. Cela peut sembler paradoxal, car s'il s'agit d'étoiles évoluées ayant perdu beaucoup de masse, elles devraient avoir des masses assez faibles. Toutefois, il faut savoir qu'une étoile est classée WR uniquement en fonction de l'aspect de son spectre : toute étoile présentant des raies larges en émission est donc classée WR. Parmi ces objets, des « fausses » WR viennent se glisser, des étoiles très lumineuses mais toujours sur la séquence principale - il ne s'agit donc pas d'étoiles évoluées. C'est le cas des astres exceptionnels que sont WR 20a, dans l'amas stellaire Westerlund 2, ainsi que NGC 3603 A1, dans l'amas NGC 3603.

## Microquasars, sursauts de rayons gamma
Les étoiles Wolf-Rayet peuvent donner naissance à une multitude d'objets astrophysiques intéressants. Cela rend leur étude d'autant plus importante. On peut distinguer principalement deux grandes catégories : les résultats de l'évolution d'une étoile simple, et ceux de l'évolution d'une étoile binaire.
Une étoile Wolf-Rayet qui explose en supernova peut donner naissance à une étoile à neutrons ou un trou noir. L'apparition de l'un ou de l'autre dépend de la quantité de matière qui n'est pas éjectée par l'explosion. Si la masse de l'objet central après l'explosion est plus grande que 1,4 masse solaire, le résultat sera une étoile à neutrons. Si elle est plus grande que trois masses solaires, le résultat sera un trou noir. Il est aussi possible que l'explosion détruise complètement l'étoile, et que toute la matière soit éjectée dans le milieu interstellaire.
Bien que la question de savoir s'il faut ou non une étoile binaire ne soit pas encore résolue, les étoiles Wolf-Rayet sont considérées comme les progéniteurs des fameux sursauts de rayons gamma. Le modèle le plus accepté pour l'instant est le modèle du « collapsar » (du verbe collapse, s'effondrer en anglais). Il décrit comment l'effondrement de l'étoile en trou noir durant la supernova crée un jet à très haute énergie, et produit des rayons gamma.
Les résultats de l'évolution d'une étoile binaire Wolf-Rayet, c'est-à-dire qu'au moins l'une des deux étoiles est une Wolf-Rayet, sont peut-être encore plus intéressants puisqu'encore plus variés. Lorsque l'étoile Wolf-Rayet explose en supernova, il y a deux possibilités pour le système binaire. Soit il se détache, soit il reste attaché. Quand le système se détache, il produit alors une étoile à neutrons ou un trou noir à haute vitesse, qui part se balader dans l'espace interstellaire. La seconde étoile part dans la direction opposée. Des études récentes ont réussi à reconstruire le parcours d'une étoile à neutrons à haute vitesse, et celui d'une étoile massive. Ils ont montré que les deux objets avaient la même origine spatiale, et qu'ils avaient été formés très certainement dans l'amas d'étoiles qui se trouvait entre les deux. Cela a été fait aussi pour un trou noir, bien que cela soit largement plus difficile d'étudier un trou noir isolé dans l'espace.
Si le système reste lié, il acquiert certainement une grande vitesse spatiale due à l'explosion. Cependant, on se retrouve avec un système à courte période contenant une étoile à neutrons ou un trou noir, avec une étoile secondaire. Si l'étoile secondaire est une étoile de faible masse (quelques masses solaires), sa matière est aspirée en direction du trou noir ou de l'étoile à neutrons. Cela crée un disque d'accrétion qui spirale autour de l'objet compact, et produit beaucoup de rayons X. Lorsque l'objet compact est une étoile à neutrons, on parle de binaire X de grande masse (High-Mass X-ray binary ou HMXB). Lorsque l'objet compact est un trou noir, on parle d'un microquasar. Les microquasars sont l'équivalent à l'échelle stellaire des quasars dans les galaxies actives. Dans ces dernières, un tore de poussières et de gaz enveloppe un trou noir de plusieurs millions de masses solaires.
Encore plus étrange : lorsque l'étoile secondaire est une étoile relativement massive, elle évolue naturellement vers le stade d'étoile géante rouge. Son rayon croît alors de manière incroyable (plus d'un facteur 100), et peut alors absorber l'étoile à neutrons. C'est la phase d'évolution avec une enveloppe commune. L'étoile à neutrons spirale alors à l'intérieur de l'étoile géante rouge. En fonction du gradient de densité de l'enveloppe de la géante rouge, les modèles prédisent qu'il est possible que l'étoile à neutrons reste prisonnière à l'intérieur. Le résultat serait que l'étoile à neutrons prenne la place du cœur de l'étoile. On parle alors d'objets de Thorne-Żytkow, des noms des deux premiers qui ont théorisé l'existence de tels objets : Kip Thorne et Ana Zytkow.
Bien que d'autres modèles montrent que ce genre d'objet n'est pas stable à cause d'une perte d'énergie par neutrinos (ce qui provoquerait l'effondrement complet de l'objet en un trou noir), des programmes d'observations ont été lancés pour savoir si les objets de Thorne-Zytkow existaient bel et bien. Il a été proposé dans la littérature que les étoiles Wolf-Rayet de type WN8 soient justement des objets de Thorne-Zytkow. En effet, les WN8 sont caractérisées par le fait qu'aucune d'elle ne soit apparemment une étoile binaire, qu'elles sont souvent en dehors des amas ou des associations, qu'elles possèdent une grande vitesse spatiale, et qu'elles montrent systématiquement un très grand taux de variabilité stochastique aussi bien en photométrie qu'en polarimétrie ou en spectroscopie.
À ce jour, aucune preuve observationnelle n'a permis de savoir si les objets de Thorne-Żytkow existaient, et s'il fallait les trouver parmi les étoiles Wolf-Rayet de type WN8.